# Újezd (Znojmói járás)
Újezd település Csehországban, a Znojmói járásban. Újezd Biskupice-Pulkov, Běhařovice, Tavíkovice, Slatina, Litovany és Přešovice településekkel határos. Lakosainak száma 88 fő (2024. január 1.).

## Népesség
A település lakosságának változását az alábbi diagram mutatja:
| Lakosok száma | 523  | 466  | 501  | 332  | 126  | 79   | 76   | 79   | 84   | 88   |
|               | 1869 | 1890 | 1921 | 1950 | 1980 | 2001 | 2017 | 2019 | 2022 | 2024 |